# Horror Vacui
Horror Vacui (oder auch Horror Vacui – Die Angst vor der Leere) ist ein experimenteller deutscher Spielfilm aus dem Jahr 1984 von Rosa von Praunheim mit Lotti Huber in der Hauptrolle. 

## Handlung
Dem Regisseur geht es bei seiner Reminiszenz an das deutsche expressionistische Kino (kurz nach Ende des Ersten Weltkriegs), deren Handlung wie in dem Leinwandklassiker Das Cabinet des Dr. Caligari (1920) in gemalten Kulissen spielt, um die Flucht aus der Leere des Lebens, die oft in einer zweifelhaften Sinnsuche mündet und viele Menschen in die Hände von Sekten-Gurus und Scharlatanen treibt. Dabei bedient sich von Praunheim aus dem Fundus deutscher Filmgeschichte, vor allem des Genres phantastischer Leinwandstoffe zur Zeit des Stummfilms rund um ikonische Charaktere wie Dr. Mabuse und Caligari. Auch seine Protagonistin Madame C. gehört in diese Riege unheimlich-skurriler Filmfiguren. Die füllige Dame fortgeschrittenen Alters ist die eigenwillige Anführerin einer mysteriösen Sekte, die absoluten Optimismus predigt.
Eines Tages gerät ein schwules Studenten-Pärchen in den Bann der Sekten-Führerin. Madame C. gelingt es, den Studenten Frank zu hypnotisieren, der meint, seinen eigenen Tod antizipieren zu können. Franks Liebhaber glaubt, die Machenschaften von Madame C. durchschauen zu können, und will ihr mit Hilfe einer Enthüllungsjournalistin das Handwerk legen, obwohl er selbst von ihren Lehren fasziniert ist. Die beiden jungen Homosexuellen verkennen aber die Meisterhaftigkeit in Sachen Manipulation und Verstellungskunst der Mabuse-Epigonin. Die Polizei rückt an, und die Sektenjünger begehen kollektiven Selbstmord. Madame C. aber entkommt und führt das Böse fort in der Maskerade eines Professors.

## Notizen
Der TV- und Kinofilm wurde unter anderem 1985 im Museum of Modern Art in New York City und auf diversen internationalen Filmfestivals gezeigt. Im Fernsehen wurde Horror Vacui erstmals 1985 im WDR ausgestrahlt.

## Rezeption
Hellmuth Karasek rezensierte im Spiegel: „Irgendwie, denkt man anfangs, muß Rosa mit einem Freund was Ähnliches passiert sein, so treffend schildert sein Film die Ohnmacht des zurückgebliebenen Mediziners, den Freund vom Religionstrip zurückzuholen. […] Praunheim kontrastiert seine naiven Helden mit Geisterbahn-Kulissen (die Weiterentwicklungen und Parodien expressionistischer Filmkulissen sind), und der Film profitiert vor allem davon, daß Praunheim für seine Lieblingsheldin Lotti Huber (sie spielt die dämonische Sektenchefin) einen neuen Partner entdeckt hat: die ‚Nachtigall von Ramersdorf‘, den bisher durch Münchner Wirtschaften tingelnden Friedrich Steinhauer. Steinhauer singt nicht nur mit einer zum Steinerweichen fistligen und baßbrummigen Stimme, er spielt auch, wie es seit dem leider verstorbenen ‚Dietmar‘ aus der unvergeßlichen Bettwurst niemand wieder so schrecklich unvollkommen vollkommen getan hat. Wenn Steinhauer den Mund aufmacht, ist der Film umwerfend.“
In einer Ankündigung des Berkeley Art Museums der Universität von Kalifornien heißt es: „Aufgenommen von der Avantgarde-Kamerafrau Elfi Mikesch, bezieht Horror Vacui seine visuellen Impulse aus Klassikern des deutschen Expressionismus wie Das Kabinett des Dr. Caligari und Dr. Mabuse. Aber das Thema ist eine zeitgenössische Satire bezüglich einer Vielzahl von religiösen Kulten, den Baghwans, deren Einfluss in Berlin und Zürich zu spüren ist, über die Moonies bis hin zum Selbstmordkult von Jim Jones.“
Die Fachzeitschrift Cinema resümierte: „Wer ein Faible für fantastische und ironische Filme hat, wird bei Praunheims Fantasiereichtum  keinerlei Horror vacui verspüren.“

## Auszeichnungen
- 1985: Los Angeles Film Critics Association Award[6]